# Dohren Wild Farmers
Die Dohren Wild Farmers sind ein deutscher Baseball- und Softballclub. Der Verein gehört als Sparte dem SV Dohren e. V. an und ist im niedersächsischen Dohren (Nordheide) angesiedelt. Die Baseballabteilung wurde im Jahre 1990 gegründet.

## Geschichte
Zur Saison 2010 sind die Wild Farmers erstmals in die Baseball-Bundesliga aufgestiegen, in welcher sie in der Division Nord vertreten sind. In der Saison 2012 wäre die Herrenmannschaft der Wild Farmers eigentlich abgestiegen, durfte allerdings in der 1. Bundesliga bleiben, da keine Mannschaft aus der 2. Bundesliga aufsteigen wollte. 2014 beendeten die Wild Farmers die reguläre Saison als 5. im Norden, stiegen als Letzter der Playdowns aber in die 2. Bundesliga ab. Seit 2017 spielen sie wieder in der 1. Bundesliga Nord, in der sie dreimal hintereinander die Play-offs erreichten.
Die Schülermannschaft der Wild Farmers war 2009 deutscher Vizemeister und die Juniorenmannschaft 2010 deutscher Meister.
Im Jahr 2012 wurde die Softballabteilung Niedersachsenmeister und musste sich in ihrer Liga nur den Hamburg Knights geschlagen geben.

## Trivia
Die Wild Farmers sind der einzige Verein in der ersten und zweiten Baseball-Bundesliga, der seine Baseballschläger selbst herstellt.